# كيفن كولينز (لاعب كرة قاعدة)
كيفن كولينز (بالإنجليزية: Kevin Collins)‏ هو لاعب كرة قاعدة أمريكي، ولد في 4 أغسطس 1946 في سبرينغفيلد في الولايات المتحدة، وتوفي في 20 فبراير 2016 في نيبلز في الولايات المتحدة.

## وصلات خارجية
- كيفن كولينز على موقعبيزبول رفرنس.كوم (الدوري الرئيسي) (الإنجليزية)